# Protonarthron gracile
Protonarthron gracile är en skalbaggsart som beskrevs av Stefan von Breuning 1936. Protonarthron gracile ingår i släktet Protonarthron och familjen långhorningar. Inga underarter finns listade i Catalogue of Life.